# 北岡秀二
北岡 秀二（きたおか しゅうじ、1955年11月18日 - ）は、日本の政治家。元参議院議員（2期）。

## 経歴
徳島県美馬郡美馬町（現・美馬市）生まれ。徳島県立脇町高等学校卒業。1980年、明治大学政治経済学部卒業。その後は建設資材の製造会社を経営した。1987年、徳島県議会議員選挙に出馬し初当選を果たした。1991年、徳島県議会議員選挙で再選を果たした。1994年9月に県議を辞職した。1995年7月23日、第17回参議院議員通常選挙に徳島県選挙区から自民党公認で出馬し、民主改革連合の前職を破って初当選を果たした。1998年7月、小渕内閣の法務政務次官に就任した。2001年7月29日、第19回参議院議員通常選挙で再選を果たした。2003年9月、参議院文教科学委員長に就任した。2005年8月8日の郵政民営化法案の参議院本会議採決では造反し、採決を棄権した。しかし、郵政解散後に召集された特別国会での民営化法案には賛成した。2007年7月29日、第21回参議院議員通常選挙に立候補したが、民主党の中谷智司に敗れた。2010年6月、第22回参議院議員通常選挙に出馬の申し込みをしたが、自由民主党の公認を貰えず、離党届を提出した。

## 活動
- 選択的夫婦別姓制度の導入に反対する[10]。

## 不祥事
- KSD事件で疑惑の政治家として名前が挙がった[11]。

## 政治資金
- 日本精神病院協会政治連盟から、30万円の献金があったことが2003年に指摘された[12]。

## 所属団体・議員連盟
- 神道政治連盟国会議員懇談会
- 日朝友好議員連盟
- 日韓議員連盟
- 人間サイエンスの会（共同創立者・前幹事長）